# Тоцкий полигон
То́цкий полиго́н (Тоцкий учебно-артиллерийский полигон, Лагерь Тоцкое, Тоцкие лагеря) — военный полигон в Центральном военном округе в 40 км восточнее города Бузулук, к северу от села Тоцкое (Оренбургская область). Площадь полигона 45 700 га.
В воздушном пространстве над территорией полигона установлена зона ограничения полётов воздушных судов в интервале высот от земной поверхности до высоты 6,1 км (обозначение UWR704).

## История

### Тоцкий лагерный сбор
В период с 1912 года по 1914 год находился летний лагерный сбор Казанского военного округа, именовался Тоцкий лагерный сбор.

### Проведение ядерных учений «Снежок»
Полигон получил известность благодаря проводившимся на его территории 14 сентября 1954 года тактическим учениям войск под кодовым названием «Снежок», в ходе которых военнослужащие и гражданские лица были подвержены прямому воздействию радиации. Суть учений состояла в отработке возможностей прорыва обороны противника с использованием ядерного оружия. Материалы, связанные с данными учениями, до сих пор не рассекречены, поэтому достоверность и интерпретация событий не могут быть полностью проверены. Часть материалов была рассекречена в 1993 году.
Учения были подготовлены и проведены под руководством маршала Жукова, однако Жуков присутствовал только на «репетиции» учений, во время самих учений он на полигоне не присутствовал.
В ходе учений бомбардировщик Ту-4 сбросил с высоты 8000 м ядерную бомбу РДС-2 мощностью 38 килотонн в тротиловом эквиваленте, в 9 часов 34 минуты был осуществлён воздушный взрыв на высоте 350 метров в точке с координатами 52°38′40.99″N 52°48′16.05″E. После некоторого периода выжидания и дозиметрического контроля (примерно через 3 часа после взрыва) были подорваны два имитатора ядерных зарядов, и Жуков направил 600 танков, 600 БТРов и 320 самолётов в атаку на заражённую территорию.
Общее число военнослужащих, принявших участие в учениях, составило около 45 тыс. человек (по другим сведениям, 45 тыс. составили только силы «нападавшей» стороны, к которым следует добавить ещё 15 тыс. с «обороняющейся» стороны). Задачей «наступающей» стороны было воспользоваться образовавшейся после взрыва брешью в обороне; задачей «обороняющихся» — ликвидировать эту брешь.
По разным данным, спустя 1-3 часа в район эпицентра взрыва были направлены военнослужащие.

### Полигон боевой подготовки
В конце августа 2022 года глава Чувашии встречался с добровольцами и командирами батальона «Атал», которые  перед отправкой на Украину проходили боевую подготовку в Оренбургской области — на Тоцком военном полигоне.